# ريبادوميا
بلدية ريبادوميا (بالإسبانية: Ribadumia) هي بلدية تقع في مقاطعة بونتيفيدرا التابعة لمنطقة غاليسيا شمال غرب إسبانيا.

## الديموغرافيا
يبلغ عدد سكان بلدية ريبادوميا 5.107 نسمة عام 2011 (وفقاً للمعهد الوطني للإحصاء الإسباني).
| 4.079 | 4.214 | 4.184 | 4.317 | 4.658 | 4.874 | 5.107 |